# Rheinzabern
Rheinzabern (palat. Rheinzawere) – miejscowość i gmina w Niemczech, w kraju związkowym Nadrenia-Palatynat, w powiecie Germersheim, wchodzi w skład gminy związkowej Jockgrim.

Rheinzabern
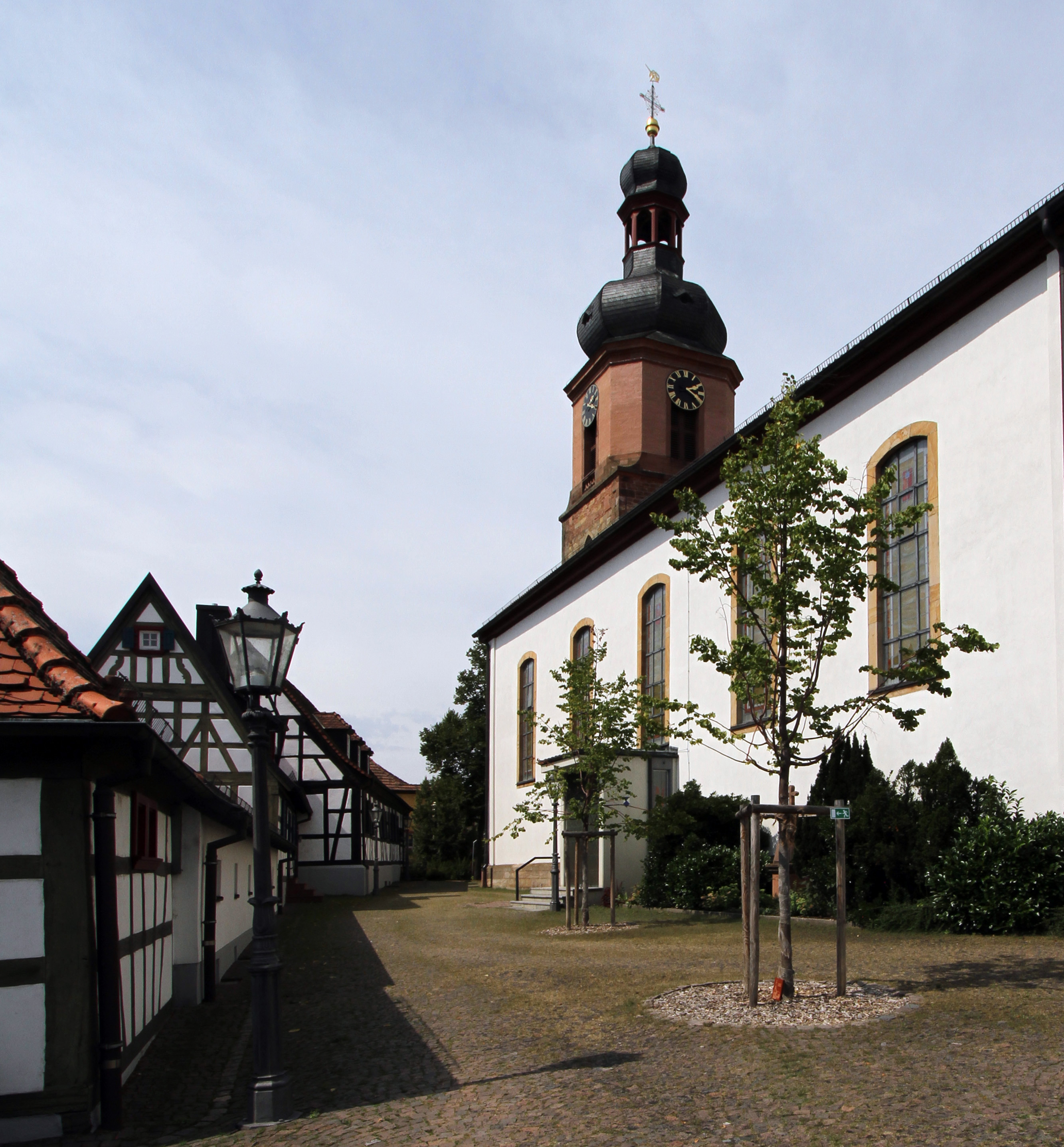
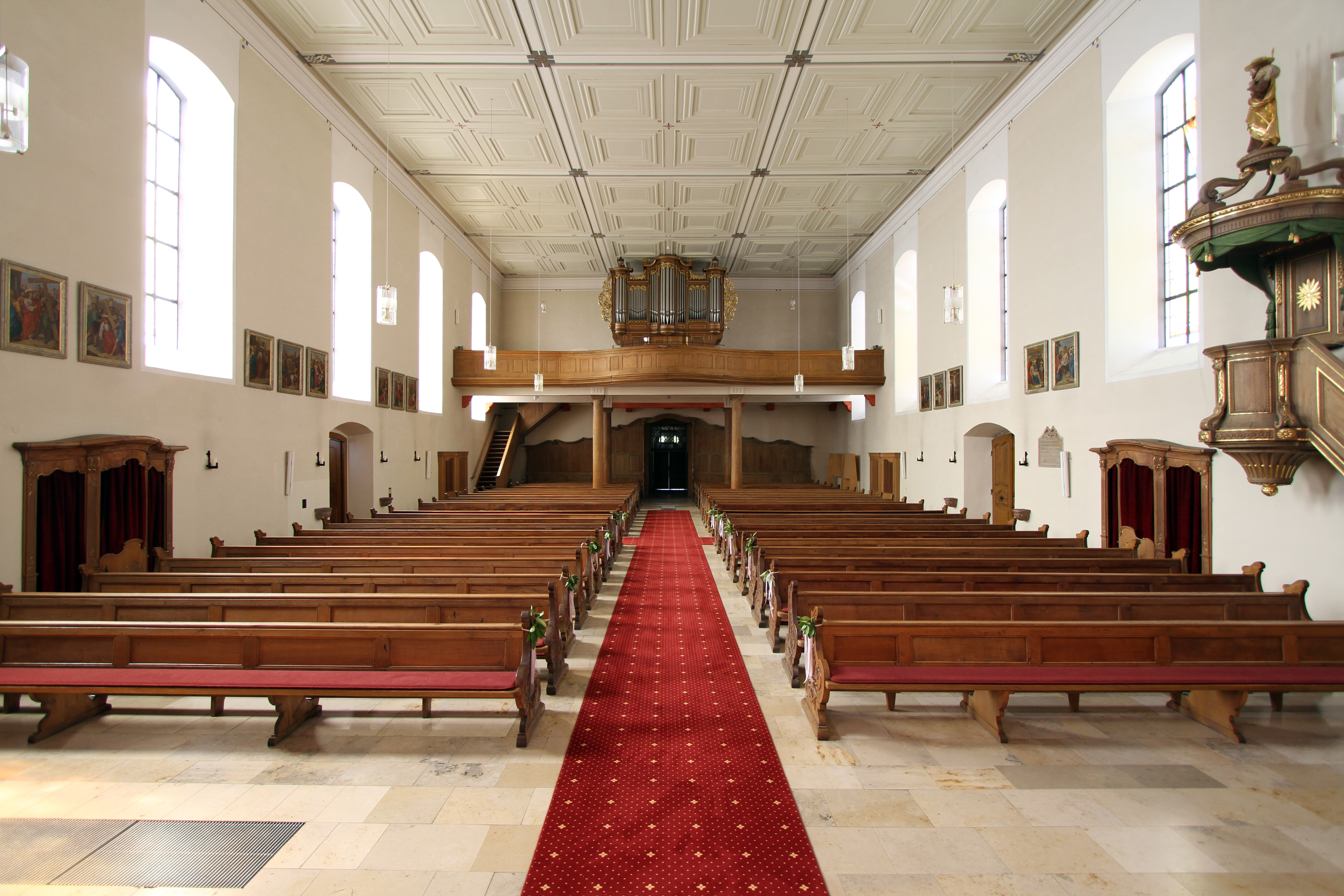
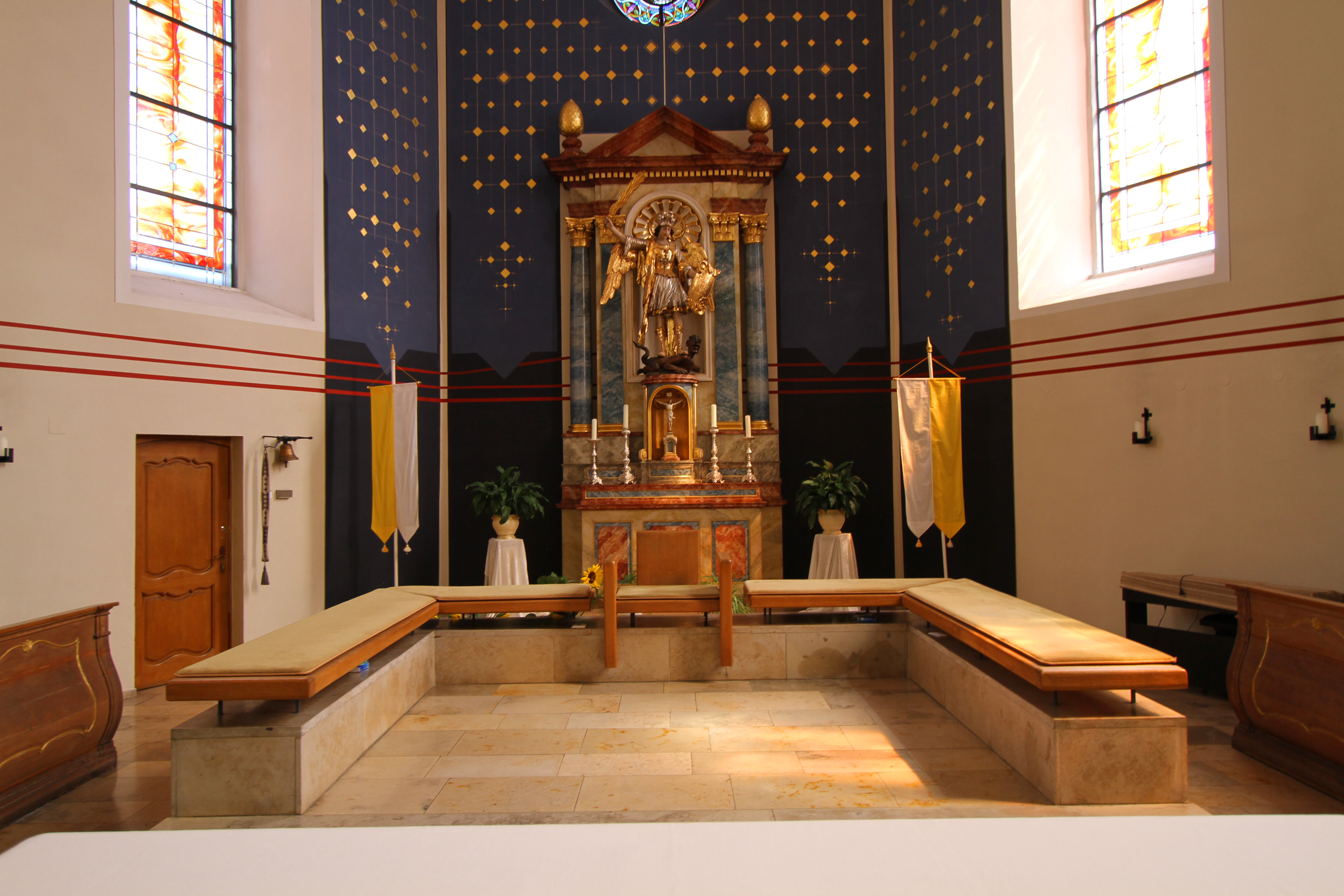
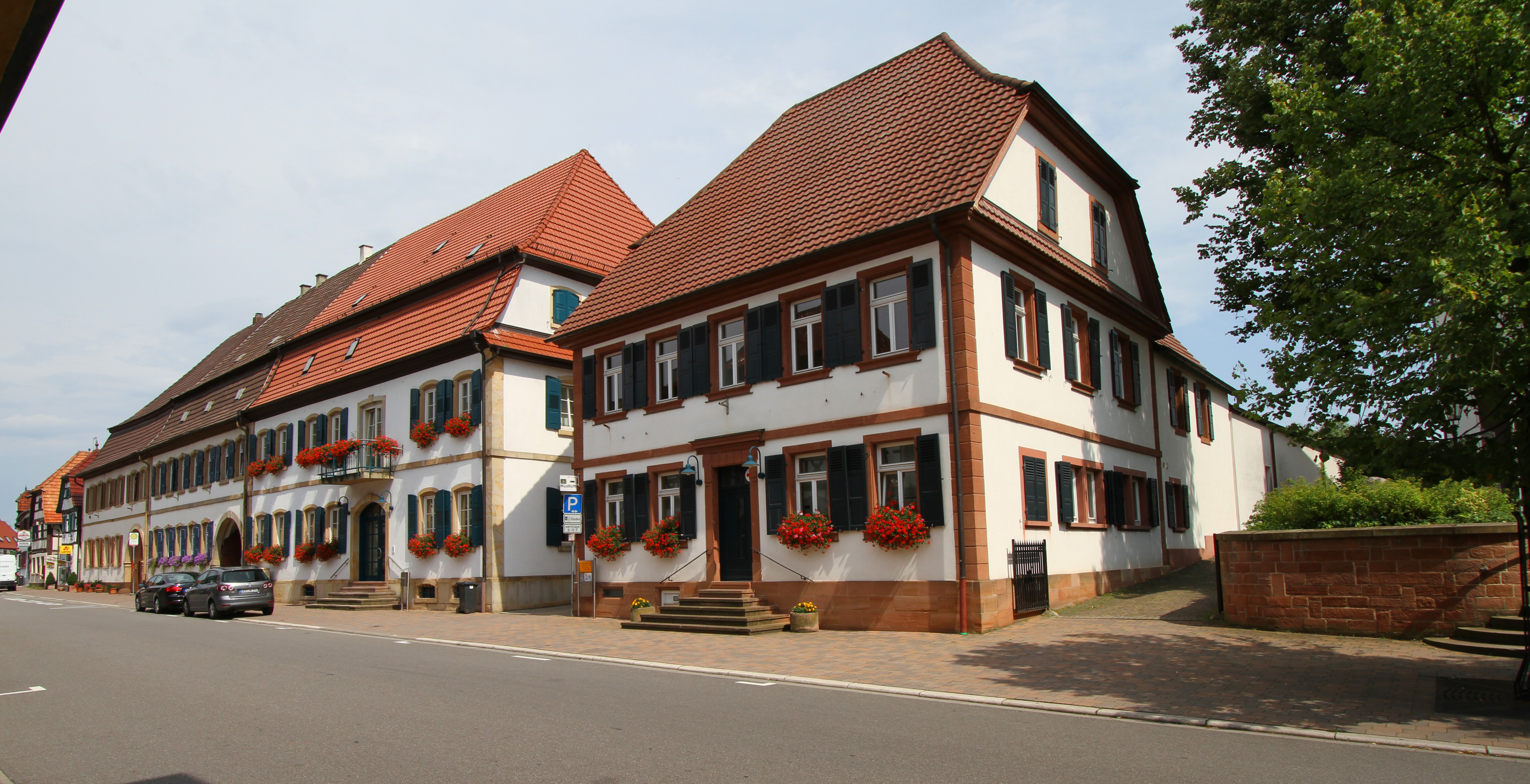
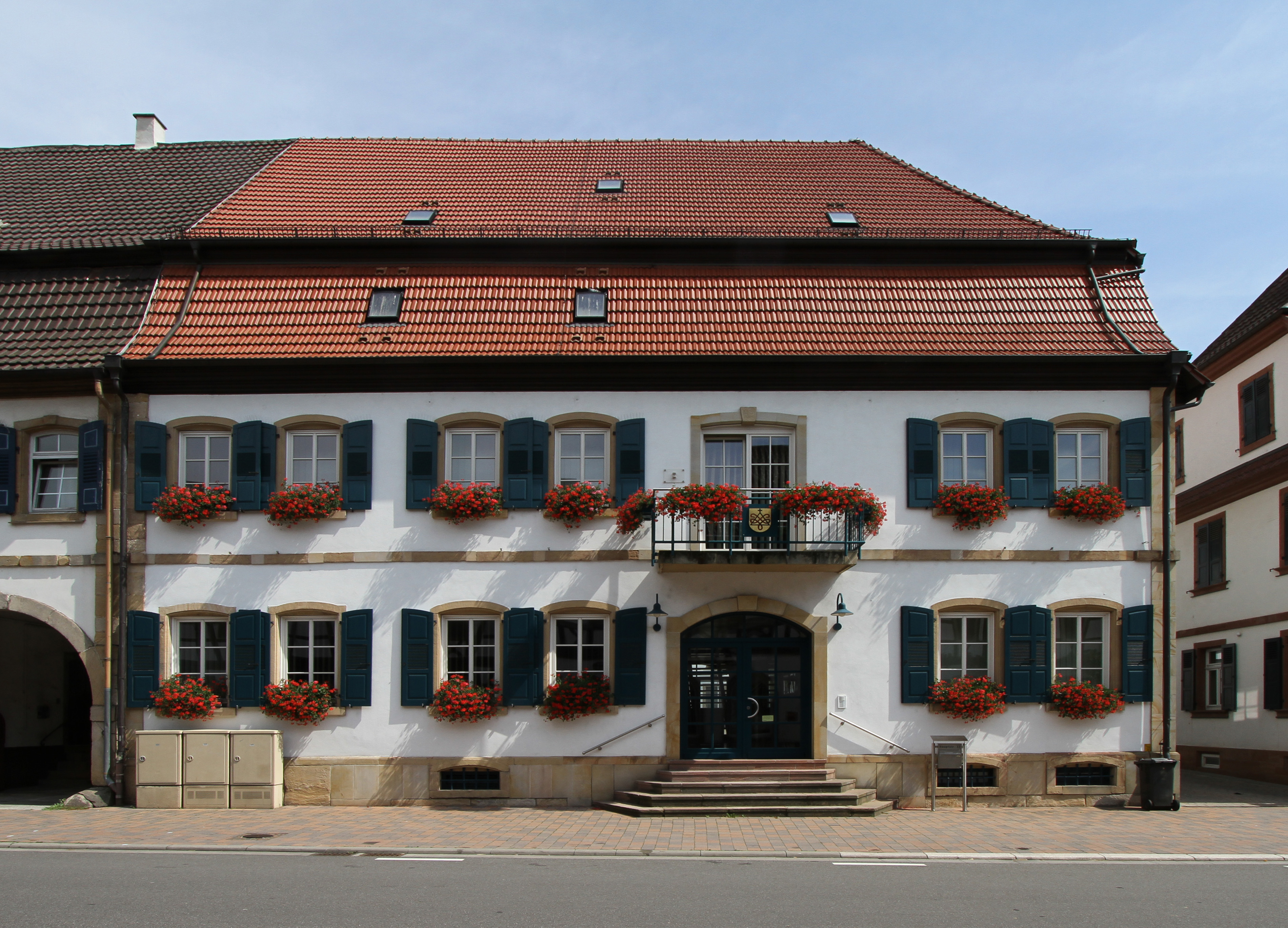
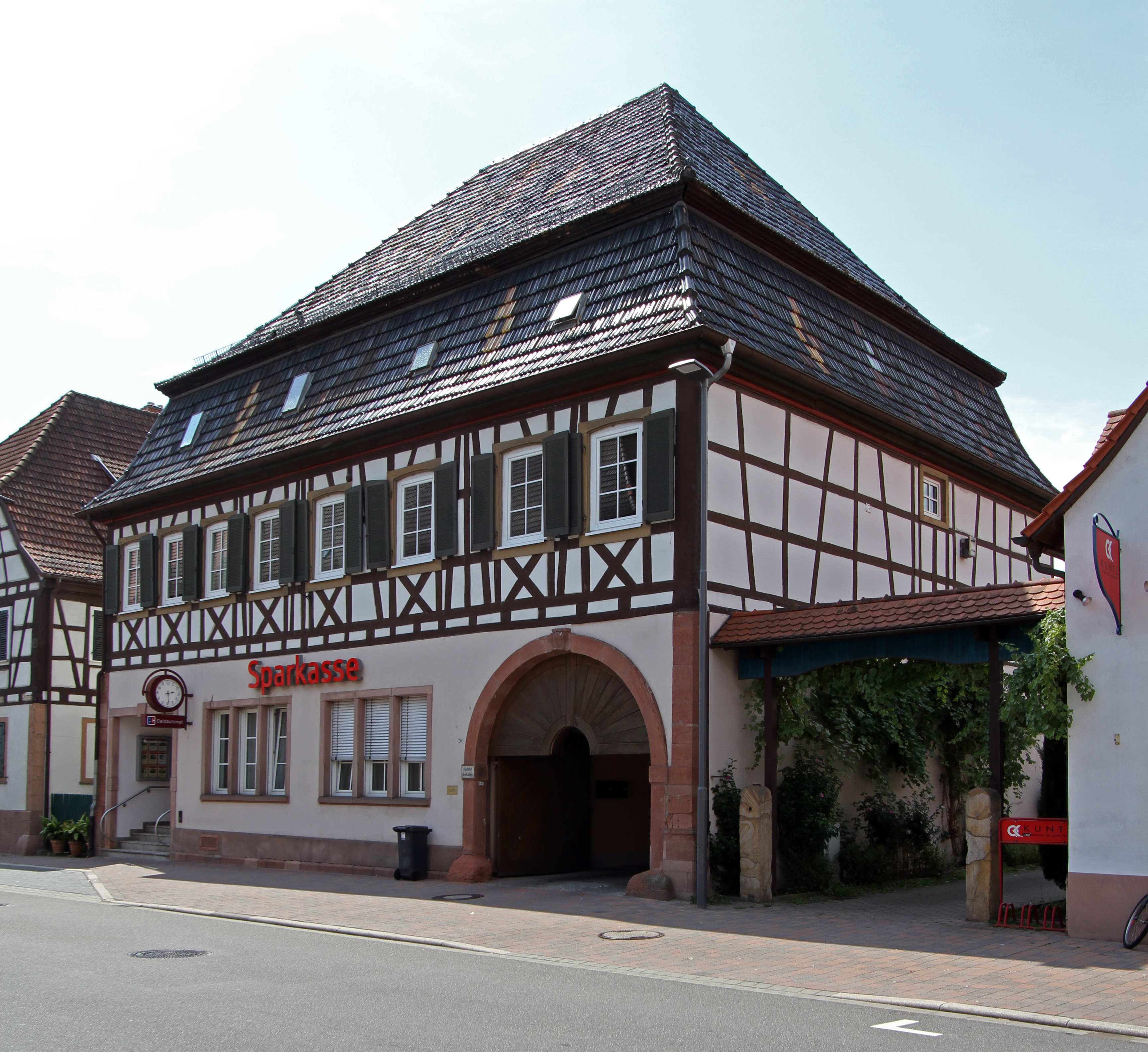
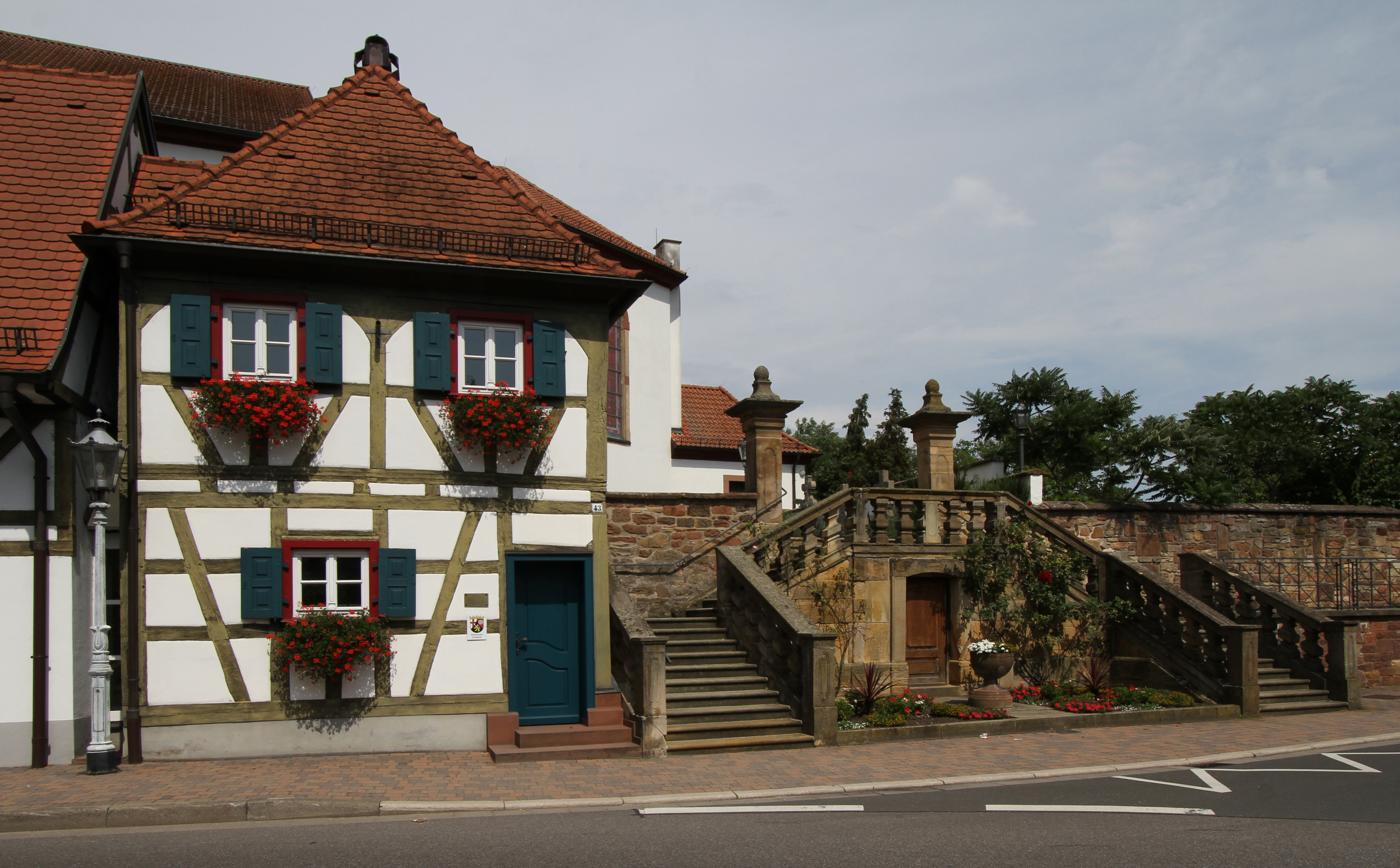
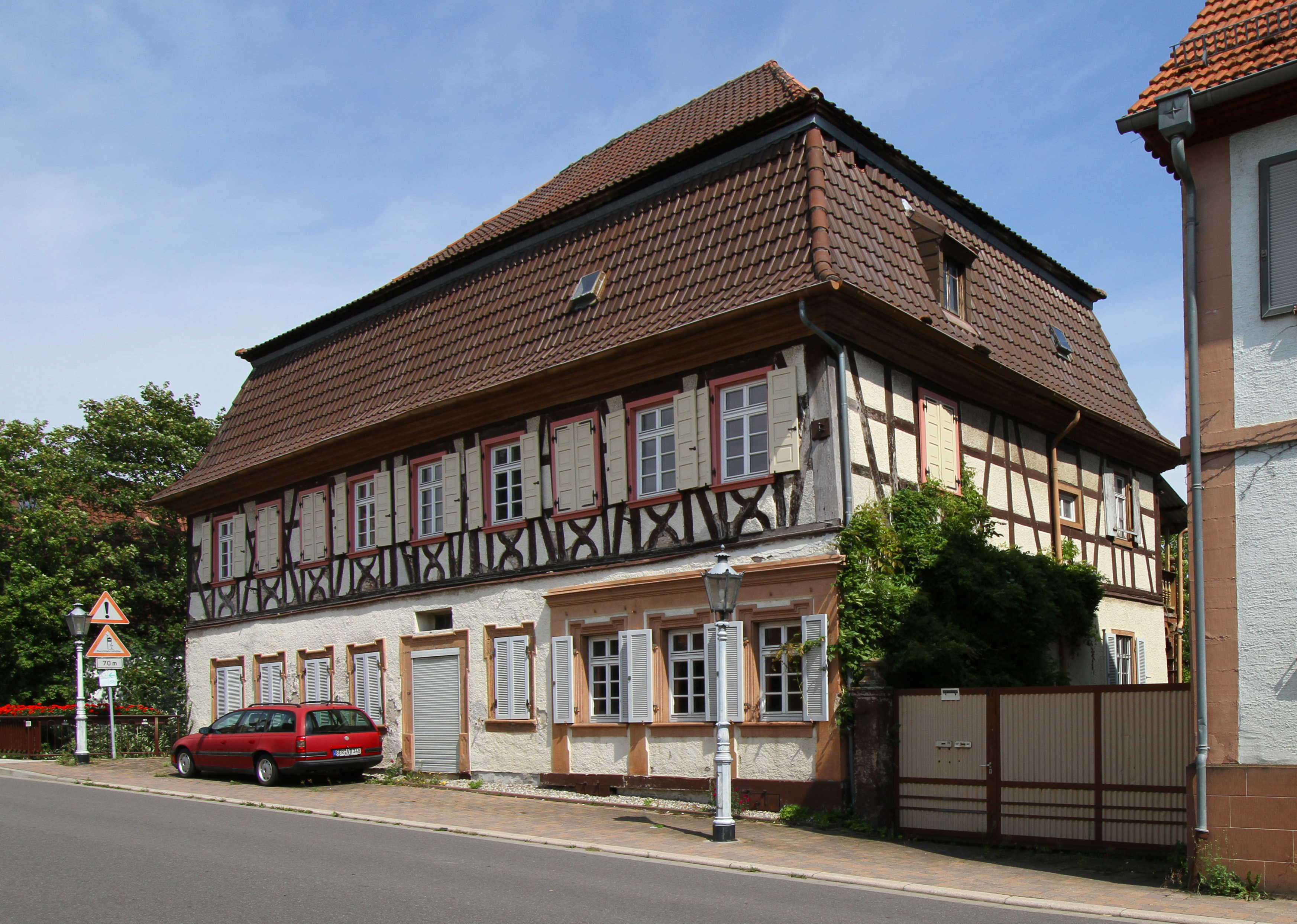